# Femprocumona
Femprocumona (nome comercial Marcoumar) é um fármaco anticoagulante, que funciona como antagonista da vitamina K.